# Parry Shen
Parry Shen, pseud. Parry Allen (ur. 26 czerwca 1973 w Nowym Jorku) – amerykański aktor chińskiego pochodzenia, znany przede wszystkim z głównej roli w filmie Justina Lin Better Luck Tomorrow (2002).
Uczył się w Archbishop Molloy High School, a następnie w szkole rzymskokatolickiej w Briarwood, poddzielnicy Queens. Studiował na University at Buffalo, w oddziale nowojorskim.

## Wybrana filmografia
- 1997: Żołnierze kosmosu (Starship Troopers)
- 2002: Better Luck Tomorrow jako Ben Manibag
- 2002: Nowy (The New Guy)
- 2004: Córka prezydenta (First Daughter)
- 2005: Tragedia Posejdona (The Poseidon Adventure)
- 2007: Topór (Hatchet) jako Shawn
- 2013: Snowpiercer: Arka przyszłości (Snowpiercer) jako Voice Actor